# Cogoll Roig
Cogoll Roig és un lloc del terme de l'Albiol, que fou dominicatura de l'església en la butlla de Celestí III el 1194. Sembla que es va bastir sobre una fortificació sarraïna. El domini fou cedit per Guerau de l'Albiol (abans Guerau d'Avinyó) a l'església de Tarragona en el seu testament del 1195, junt amb la jurisdicció, delmes i censos. El 1293 el bisbe va cedir els seus drets al paborde, menys el nomenament de batlles i jutges. Està documentat fins al segle xviii, però avui dia no en queda rastre.
Hi ha una referència al "Cogol Roig" a les "Cartes de Poblament i Franquicia de Catalunya";
Establiment del terme del "Cogoll Roig" efectuat per l'Arquebisbe de Tarragona, Benet de Rocabertí, a favor d'un grup de pagesos cultivadors. D'aquesta carta agrària només tenim la sumària referència subministrada per Blanch, Arxiepiscopologi, I, pàg. 159 (i recollida per Morera, Tarragona Cristiana, II, pàg. 90) en els següents termes;
"Als 11 de novembre de 1257 Benet de Rocaberti donà i stablí lo terme del Cogoll Roig pera que lo Conrezassen, a Pere de Montagut, a Pere de Casanova, Bernat de Codina, a Berenguer Esbrí, a Andreu Montserrat y a Vidal Revescall"